# Луаж, Огюстен Жозеф
Огюстен Жозе Луаж (фр. Augustin Joseph Louage, 18 сентября 1825 года, Туркуэн, Франция — 8 июня 1894 года, Дакка, Восточная Бенгалия) — католический прелат, первый епископ Дакки с 21 ноября 1890 года по 8 июня 1894 года. Член монашеской Конгрегации Святого Креста.

## Биография
31 мая 1853 года рукоположён в священники. 14 января 1871 года вступил в монашескую Конгрегацию Святого Креста.
21 ноября 1890 римский папа Лев XIII назначил его епископом Дакки. 11 января 1891 года состоялось его рукоположение в епископы, которое совершил архиепископ Монреаля Эдуард-Шарль Фабр в сослужении с титулярным архиепископом Гадрианаполиса, апостольским делегатом в Персии архиепископом Жаком Тома и титулярным епископом Рафанеи Франсуа-Мари Дюбуа.
Скончался в июне 1894 года в Дакке.